# Albugnano (DOC)
L’Albugnano est un vignoble italien de la région Piémont doté d'une appellation DOC depuis le 6 mai 1997. Seuls ont droit à la DOC les vins récoltés à l'intérieur de l'aire de production définie par le décret. Les vignobles autorisés se situent à l’extrême nord-ouest de la province d'Asti dans les communes de Albugnano, Pino d'Asti, Castelnuovo Don Bosco et Passerano Marmorito.
La superficie plantée en vignes est de 9,39 hectares.

## Cépages
Les cépages autorisés sont :
- Nebbiolo: 85.0% -  100.0%
- Barbera: 0.0% -  15.0%
- Bonarda piemontese: 0.0% -  15.0%
- Freisa: 0.0% -  15.0%

## Vins, appellations
Sous l’appellation, les vins suivants sont autorisés :

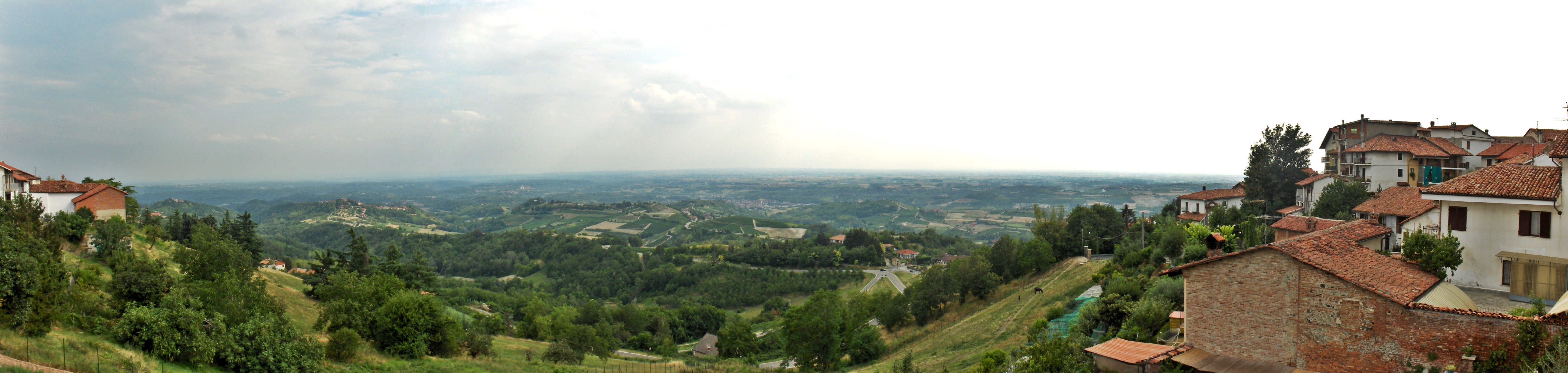
Vue panoramique de la région

- Albugnano rosato
- Albugnano rosso
- Albugnano superiore